# Astex Pharmaceuticals
|  | Dieser Artikel wurde aufgrund wesentlicher Mängel auf der Wartungs- und Qualitätssicherungsseite des Portal:Unternehmen eingetragen. Artikel, die nicht signifikant verbessert werden können, werden gegebenenfalls gelöscht. Bitte hilf mit, die inhaltlichen Mängel dieses Artikels zu beseitigen, und beteilige dich an der Diskussion. |

Astex Pharmaceuticals ist ein biopharmazeutisches Unternehmen, das sich auf die Entdeckung und Entwicklung von Arzneimitteln in der Onkologie und bei Erkrankungen des zentralen Nervensystems konzentriert. Gegründet wurde es 1999 von Sir Tom Blundell, Chris Abell und Harren Jhoti. Es hat seinen Sitz in Cambridge, England. Im Jahr 2013 wurde Astex von Otsuka Pharmaceutical für etwa 900 Millionen USD übernommen. Astex hat mehrere Wirkstoffe in klinischer Entwicklung, darunter Ribociclib und Erdafitinib.